# Lycenchelys kolthoffi
Lycenchelys kolthoffi is een straalvinnige vissensoort uit de familie van puitalen (Zoarcidae). De wetenschappelijke naam van de soort is voor het eerst geldig gepubliceerd in 1904 door Adolf Severin Jensen.
Twee specimens, mannetjes van ongeveer 13 cm lang, werden verzameld op een expeditie van de Zweedse onderzoeker Gustaf Kolthoff in juli 1900 aan de oostkust van Noord-Groenland.